# Gossenköllesee

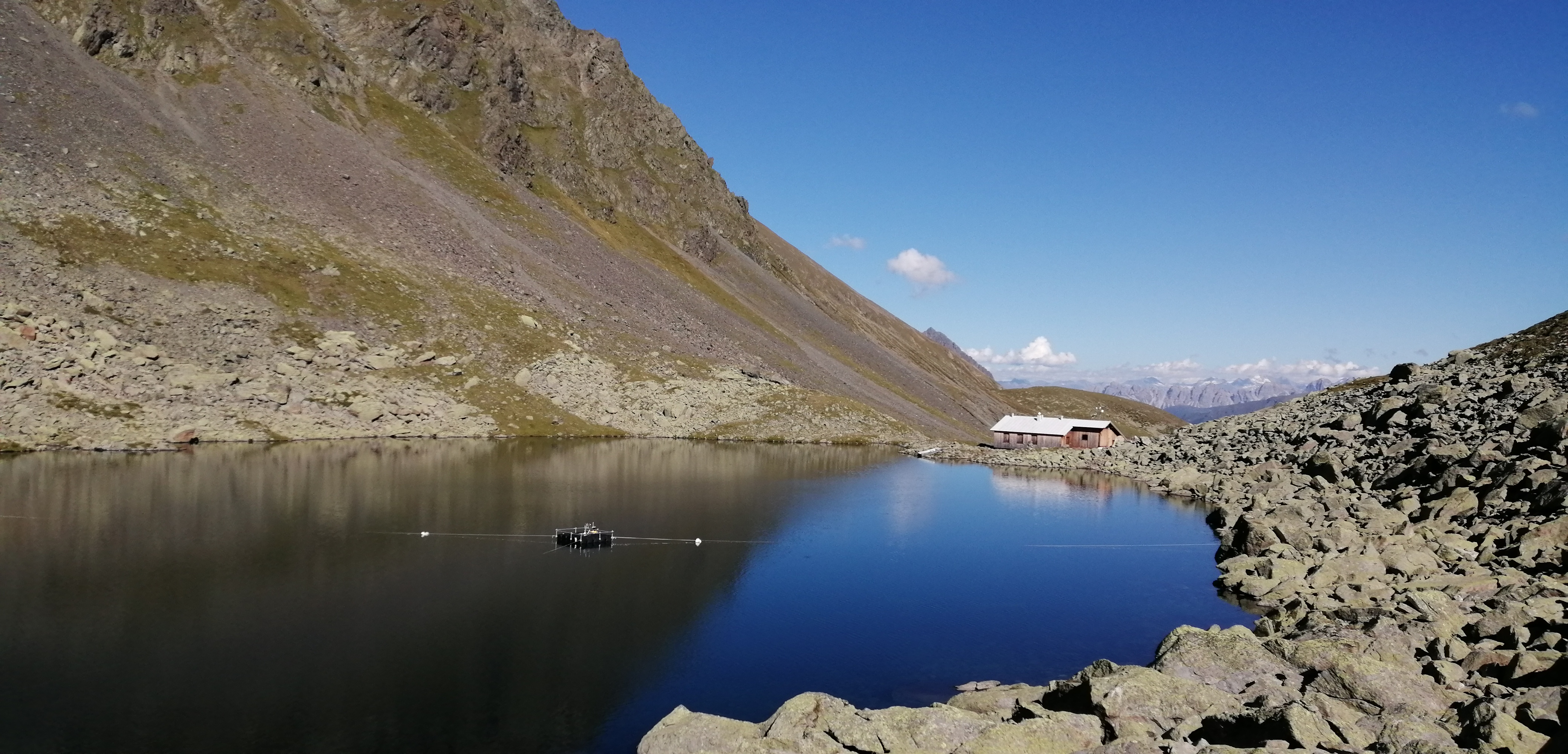
Limnologische Station der Universität Innsbruck am Ufer des Gossenköllesee

Der Gossenköllesee ist ein Gebirgssee über dem Kühtaisattel in einem Kar unter dem Pirchkogel in den Stubaier Alpen.

## Lage
Der nur 1,6 Hektar große Gossenköllesee in Kühtai auf 2417 m befindet sich direkt unterhalb des Pirchkogels. Er liegt nur wenig nordöstlich des Schwarzmoosliftes, gut verborgen vor den Blicken der Pistenskifahrer durch eine nach der letzten Eiszeit abgelagerte Moräne.

## Forschung
Erste limnologische Untersuchungen fanden 1933 statt. Seit 1975 befindet sich am See eine Forschungsstation der Universität Innsbruck, wodurch der See sehr intensiv untersucht ist. Die ursprüngliche Forschungsstation wurde 1959 am Südufer des Vorderen Finstertaler Sees errichtet, musste aber dem Speicher Finstertal der Kraftwerksgruppe Sellrain-Silz weichen.
Um die wissenschaftlichen Untersuchungen frei von menschlichen Einflüssen zu halten, war der Gossenköllesee mit seinem Einzugsgebiet von 1977 bis 2014 als UNESCO-Biosphärenreservat ausgewiesen. 2015 wurde er in das Forschungsnetzwerk GLEON aufgenommen.

### Eignung
Hochgebirgsseen wie dieser eignen sich sehr gut für die Untersuchung global wirksamer Prozesse, da sie keine direkten menschlichen Eingriffe und relativ einfache Nahrungsnetze aufweisen sowie auf Veränderungen im Einzugsgebiet und in der Atmosphäre äußerst empfindlich reagieren. Sie stellen einerseits Frühwarnsysteme für Umweltveränderungen dar, andererseits sind sie auch historische Archive, deren Sedimentschichten ihre Geschichte seit der letzten Eiszeit widerspiegeln. In tiefen Lagen hingegen sind Seen aufgrund der verschiedenen menschlichen Einflüsse mittlerweile als Indikatoren globaler Veränderungen kaum geeignet.
Dieser kleine See ist einer der am besten beobachteten heimischen Hochgebirgsseen und nimmt in zahlreichen internationalen wissenschaftlichen Forschungsprojekten eine zentrale Stellung ein. Er ist einer der wenigen Hochgebirgsseen Europas, an dessen Ufer eine gut ausgestattete Forschungsstation (der Universität Innsbruck) liegt, die ganzjährig einfach und gefahrlos erreicht werden kann und emissionsfrei funktioniert.

### Bedeutung
In einer Zeit, in der natürliche Ökosysteme in rasantem Tempo verschwinden, nimmt das Gebiet des Gossenköllesees mit seiner weitgehend intakten Naturlandschaft eine international nahezu einmalige Stellung ein. Ein großer Vorteil besteht darin, dass das Gebiet keine unmittelbaren menschlichen Einflüsse hat – das Skigebiet liegt nicht in direkter Nähe, es führt keine Straße vorbei und es befindet sich keine Schutzhütte im Einzugsgebiet. Der Gossenköllesee wird hauptsächlich über die Atmosphäre beeinflusst, vor allem über Niederschläge, Stäube und Temperaturerhöhung. Der Bau von Liftanlagen durch das Forschungsgebiet würde nicht nur eine wunderschöne alpine Naturlandschaft zerstören, es hieße auch für die Forschung, ein weiteres Mal langjährige wertvolle Datenreihen zu begraben und erneut an einer anderen Stelle von null zu beginnen. Nicht nur hochqualifizierte Arbeitsplätze wären gefährdet, auch das Renommee der österreichischen Forschung und der Universität Innsbruck wären schwerstens beschädigt. Nebenbei erwähnt ist es in Tirol beinahe aussichtslos, einen vergleichbaren Standort zu finden, der die Anforderungskriterien für eine gesicherte längerfristige Forschung erfüllen kann.

## Ökologie
Der See liegt über der Baumgrenze und ist normalerweise von Anfang November bis Mitte Juni von einer bis zu zwei Meter dicken Eis- und Schneeschicht bedeckt, was Lichteinfall und Nährstoffaustausch entscheidend beeinflusst. Der See weist einen geringen Nährstoffgehalt auf und wird als oligotroph eingestuft. Aufgrund der extremen Lebensbedingungen ist er naturgemäß artenarm.

### Bachforellen
Im See gibt es Bachforellen, die Kaiser Maximilian I. um 1500 zusammen mit Saiblingen, wie in vielen anderen Bergseen, einsetzen ließ. Während Bachforellen heute überall genetische Mischformen darstellen, stammen die Fische im Gossenköllesee ausschließlich aus dem Donau-Einzugsgebiet.

### Kieselalgen
Eine Besonderheit ist das Auftreten einer Kieselalgenart der Gattung Fragilaria, die bisher in keinem anderen Hochgebirgssee nachgewiesen wurde.

### Bakterien
Im Dezember 2022 berichteten Karel Kopejtka et al. über die von ihnen im See gefundenen Bakterien des Stamm Sphingomonas glacialis AAP5 (aus der gleichen Gattung der Familie Sphingomonadaceae wie die Art Sphingomonas elodea). Dieser Stamm hat die Fähigkeit, jahreszeitabhängig zwischen zwei verschiedenen Photosynthese-Mechanismen hin und her zu schalten, um so das Licht optimal ausnutzen zu können: Während der eine Mechanismus mittels Bakteriochlorophyll a dem der Landpflanzen ähnelt, nutzen die Bakterien bei dem anderen das Licht, um mittels Xanthorhodopsin einen Unterschied an Wasserstoffionen (Protonen) zwischen ihrem Inneren und Äußeren herzustellen, aus dem sie dann Energie durch ATP-Synthese gewinnen können (dieser Weg kommt bei hoher Lichtintensität und etwas höheren Temperaturen zum Einsatz). Der Wechsel zwischen beiden Wegen ermöglicht es den Bakterien, auch unter einer Eisdecke längere Zeit zu überleben.

### Viren und ihre Wirte
Wie Christopher Bellas und Ruben Sommaruga im Januar 2021 berichteten, sind in der Wassersäule des Sees Polinton-artigen Gensequenzen reichlich vertreten. Die beiden Autoren fanden Hauptkapsidproteine von 82 neuen Polinton-artigen Viren (englisch polinton-like viruses, PLVs; wissenschaftlich Phylum Preplasmiviricota). Das Virom (die Gesamtheit der Virus-Gensequenzen) des Sees hat Bezüge zu Polintons, PLVs und Virophagen. Dabei integrieren sich 16 der gefundenen Genome in die Genome ihrer eukaryontischen Wirte. Zu diesen Wirten gehören Eipilze und Chrysophyceae, offenbar auch der Bodenpilz Spizellomyces punctatus. Funde im Dinoflagellaten Symbiodinium microadriaticum könnten jedoch auch Abbauprodukte (von dessen Nahrung) sind. Weitere virale Gensequenzen wurden u. a. in Sphaeroforma arctica (Ichthyosporea), Allomyces macrogynus (Blastocladiales) gefunden.
Die Funde wurden im April 2023 durch ein Team um diese beiden Autoren bestätigt und weiter vertieft Sie fanden Virus-Sequenzen eingebettet in die DNA ihrer einzelligen Wirte, sog. EVEs (englisch endogenous viral elements). Diese entsprachen geschätzt über 30.000 Virenspezies; bis zu 10 % der mikrobiellen DNA bestand aus solchen EVEs, wobei die meisten allerdings nicht mehr funktional sein dürften und damit genomische Fossilien darstellen.
Auch die noch funktionalen EVE-Sequenzen scheinen ihre Wirte nicht krank zu machen; sie könnten im Gegenteil sogar nützlich sein.
Die einzelligen Mikroben (Protisten) werden vielfach von Riesenviren aus dem Phylum Nucleocytoviricota parasitiert.
Einige der neuen EVEs ähneln aber eher Virophagen, die – so wird vermutet – für die Mikroben schädliche (pathogene) Riesenviren infizieren und an der Replikation hindern (es werden dann durch das Replikationssystem des Riesenvirus stattdessen die Virophagen repliziert). Damit könnten die noch funktionalen Virussequenzen für die Mikroben eine Art Abwehrmechanismus darstellen.